# Людина майбутнього (телесеріал)
«Людина майбутнього» (англ. Future Man) — американський комедійний фантастичний телесеріал, прем'єра якого відбулася 14 листопада 2017 року на стрімінговому сервісі Hulu. Серіал оповідає історію невдахи-прибиральника, який змушений рятувати світ. Ролі виконали: Джош Гатчерсон, Еліза Куп, Дерек Вілсон, Ед Беглі молодший, Ґленн Гідлі, виконавчі продюсери серіалу — Сет Роген та Еван Ґолдберґ.
8 січня 2018 року серіал було офіційно подовжено на другий сезон, який містить 13 епізодів. Другий сезон вийшов 11 січня 2019. У квітні 2019 року серіал продовжений на третій сезон, який вийшов 3 квітня 2020 року.

## Синопсис
Джош Майбутченко (англ. Futturman) застряг на безперспективній роботі прибиральника. Усе, чим він займається у вільний час, — це грає у відеогру «Біотичні війни», яку всі вважають нездоланною. Коли йому нарешті вдається перемогти у грі, двоє її персонажів — Тигриця та Вовк — виникають у його кімнаті нізвідки та вербують Джоша на завдання врятувати світ від мутантів у майбутньому.

## У ролях

### Головні
| Актор             | Роль                           |
| ----------------- | ------------------------------ |
| Джош Гатчерсон    | Джош Майбутченко               |
| Еліза Куп         | Тигриця                        |
| Дерек Вілсон      | Вовк                           |
| Ед Беглі молодший | Ґейб Майбутченко               |
| Ґленн Гідлі       | Діана Майбутченко (5 епізодів) |

### Повторювані
| Актор                  | Роль                                     |
| ---------------------- | ---------------------------------------- |
| Джейсон Скотт Дженкінс | Карл (7 епізодів)                        |
| Роберт Крейґед         | детектив Вінсент Скарсґаард (6 епізодів) |
| Кіт Девід              | доктор Еліас Кроніш (5 епізодів)         |
| Гейлі Джоел Осмент     | доктор Стю Камілло (5 епізодів)          |
| Брітт Ловер            | Джеррі Ленґ (4 епізоди)                  |
| Кевін Калібер          | Блейз (3 епізоди)                        |
| Пол Шир                | чоловік з крамниці відеоігор (3 епізоди) |
| Аквафіна               | жінка з крамниці відеоігор (3 епізоди)   |

### Запрошені зірки
| Актор             | Роль                                                    |
| ----------------- | ------------------------------------------------------- |
| Рон Фанчес        | Рей («Пілот»)                                           |
| Мартін Старр      | Лайл Карофскі («Пальне на замовлення»)                  |
| Девід Кохнер      | Баррі Майбутченко («Перед смертю не насмокчешся»)       |
| Керолін Геннесі   | Ванда («Перед смертю не насмокчешся»)                   |
| Меган Гейс        | голос СІҐУРН-І («Поштова скринька Пандори»)             |
| Чарлі Мак-Дермотт | молодий Баррі Майбутченко («Операція «Поклик пращурів») |
| Діона Різоновер   | Естель Кроніш («Під Трюфель-куполом»)                   |
| Корі Гарт         | камео («Прелюдія до Апокаліпсису»)                      |
| Карла Ґалло       | Динго («Облиш Надію»)                                   |
| Джон Дейлі        | Пугач («Облиш Надію»)                                   |

## Виробництво
8 червня 2017 померла акторка Ґленн Гідлі, встигнувши знятися в ролі матері Джоша у 5 епізодах із запланованих 13. Продюсери заявили, що на її роль не шукатимуть нову акторку, натомість переписали сценарій таким чином, щоб використати відзняті з нею сцени в інших епізодах. Роль молодої Діани у 1980-х зіграла Ґвен Голландер.

## Український переклад
Українською мовою серіал переклала студія Кіноманія. Автори перекладу обрали використання не цензурованої ненормативної лексики.

## Список серій
| Сезон | Епізоди | Епізоди | Оригінальний показ | Оригінальний показ |
| ----- | ------- | ------- | ------------------ | ------------------ |
| 1     | 13      | 13      | 14 листопада 2017  | 14 листопада 2017  |
| 2     | 13      | 13      | 11 січня 2019      | 11 січня 2019      |
| 3     | 8       | 8       | 3 квітня 2020      | 3 квітня 2020      |

### 1 сезон (2017)
| № серії | Назва                                                      | Режисер                    | Сценарист                                                                                  | Дата оригінального показу |
| --- | ---------------------------------------------------------- | -------------------------- | ------------------------------------------------------------------------------------------ | ------------------------- |
| 1 | «Пілот» «Pilot»                                            | Сет Роген та Еван Ґолдберґ | Історія: Говард Оверман, Кайл Гантер і Аріель Шаффір Сценарій: Кайл Гантер і Аріель Шаффір | 14 листопада 2017         |
| Джош Майбутченко застряг на безперспективній роботі прибиральника. Усе, чим він займається у вільний час, — це грає у відеогру «Біотичні війни», яку всі вважають нездоланною. Коли йому нарешті вдається перемогти у грі, двоє її персонажів — Тигриця та Вовк — виникають нізвідки та вербують Джоша на завдання врятувати світ від біотиків.                   |                                                            |                            |                                                                                            |                           |
| 2 | «Герпес: Повний привід» «Herpe: Fully Loaded»              | Сет Роген та Еван Ґолдберґ | Кайл Гантер та Аріель Шаффір                                                               | 14 листопада 2017         |
| Джош, Тигриця та Вовк повертаються до 1969 року та планують упередити доктора Кроніша від сексу, під час якого він має заразитися герпесом. У майбутньому, розробляючи ліки від цього герпесу, Кроніш винайде універсальні ліки, які перетворять людей на мутантів, яких називають "біотики". Їхні дії спричиняють тріщину в часі та деякі зміни у часовій лінії. |                                                            |                            |                                                                                            |                           |
| 3 | «Тріщина в часі» «A Riphole in Time»                       | Сет Роген та Еван Ґолдберґ | Генрі Алонсо Маєрс                                                                         | 14 листопада 2017         |
| Тигриця та Вовк вирішують, що треба нарешті вбити доктора Кроніша. Джош спочатку погоджується, але, зрозумівши, що не може цього зробити, починає конфлікт із ними. |                                                            |                            |                                                                                            |                           |
| 4 | «Пальне на замовлення» «A Fuel's Errand»                   | Антон Крупер               | Ден Мірк                                                                                   | 14 листопада 2017         |
| Після провальної спроби убити доктора Кроніша Тигриця та Вовк викидають Джоша з команди. Та коли вони усвідомлюють, що їхній Пристрій для Подорожей у Часі (ППЧ) використав майже все пальне, вони укладають угоду: якщо Джош дістане нове пальне, вони візьмуть його назад у команду.                                                                            |                                                            |                            |                                                                                            |                           |
| 5 | «Справедливість на десерт» «Justice Desserts»              | Антон Крупер               | Мелоді Дерлошон                                                                            | 14 листопада 2017         |
| Тигриця, Вовк і Джош намагаються викрити біотиків під прикриттям на різдвяній вечірці у лабораторії Кроніша. Тим часом Джош зближується з колегою Джері, яка допомагає йому втекти від копа, одержимого ідеєю посадити його за ґрати. |                                                            |                            |                                                                                            |                           |
| 6 | «Перед смертю не насмокчешся» «A Blowjob Before Dying»     | Ніша Ґанатра               | Бен Карлін                                                                                 | 14 листопада 2017         |
| Маючи тільки 28 хвилин до того, як вибухне бомба у голові схопленого ними біотика, Джош, Тигриця та Вовк намагаються вибити інформацію щодо пального та водночас підтримувати розмови за святковим столом із батьками Джоша. |                                                            |                            |                                                                                            |                           |
| 7 | «Поштова скринька Пандори» «Pandora's Mailbox»             | Брандон Трост              | Джессіка Конрад                                                                            | 14 листопада 2017         |
| Джош, Тигриця і Вовк стрибають вперед у часі, щоб викрасти пальне, необхідне їм для подальших подорожей у часі. Але, опинившись на місці, вони вимушені боротися із високотехнологічним будинком із розумною системою безпеки. |                                                            |                            |                                                                                            |                           |
| 8 | «Вогонь, вода та товсті члени» «Girth, Wind & Fire»        | Ніша Ґанатра               | Меттью Басс та Теодор Брессман                                                             | 14 листопада 2017         |
| Кінець місії вже на обрії, і Тигриця і Вовк уже готові здійснити останній стрибок у минуле. Але, коли Джош з'ясовує, що його матір викрали, він не відпускає Тигрицю і Вовка на завдання, перш ніж вони її визволять. |                                                            |                            |                                                                                            |                           |
| 9 | «Операція «Фатальний потяг»» «Operation: Fatal Attraction» | Майкл Вівер                | Історія: Ден Мірк і Генрі Алонсо Маєрс Сценарій: Ден Мірк                                  | 14 листопада 2017         |
| Переконаний, що він знає, як зупинити доктора Кроніша раз і назавжди, Джош скеровує ППЧ у конкретно визначену дату в минулому. Після стрибка Вовк тікає, Тигриця вирушає на його пошуки, а Джош мусить самотужки здійснити свій божевільний план. |                                                            |                            |                                                                                            |                           |
| 10 | «Операція «Поклик пращурів»» «Operation: Natal Attraction» | Майкл Вівер                | Історія: Ден Мірк і Генрі Алонсо Маєрс Сценарій: Ден Мірк                                  | 14 листопада 2017         |
| Джош продовжує відчайдушні спроби змінити життя доктора Кроніша у минулому, і при цьому не спаскудити своє власне. Тигриця та Вовк починають конфронтацію, і зрештою Вовк вирішує залишитися у минулому і покинути місію. |                                                            |                            |                                                                                            |                           |
| 11 | «Під Трюфель-куполом» «Beyond the TruffleDome»             | Венді Станцлер             | Кайл Гантер і Аріель Шаффір                                                                | 14 листопада 2017         |
| Розділені через суперечності, герої опиняються у різних точках історії. Тигриця та Вовк усвідомлюють, наскільки ця місія змінила їх, а також розуміють, що можуть її провалити. |                                                            |                            |                                                                                            |                           |
| 12 | «Прелюдія до Апокаліпсису» «Prelude to an Apocalypse»      | Майкл Доус                 | Бен Карлін                                                                                 | 14 листопада 2017         |
| Джош з'ясовує, що втручання в минуле цілковито змінило його життя на краще. Вовк і Тигриця намагаються залагодити наслідки провалу. |                                                            |                            |                                                                                            |                           |
| 13 | «Облиш Надію» «A Date With Destiny»                        | Майкл Доус                 | Історія: Кайл Гантер і Аріель Шаффір Сценарій: Бен Карлін і Нора Вінслоу                   | 14 листопада 2017         |
| Вичерпавши відведений час та всі варіанти, команда приходить до згоди, що їхні дії тільки погіршили ситуацію, та розробляють свій останній план, як покласти край доктору Кронішу та його Лікам раз і назавжди. |                                                            |                            |                                                                                            |                           |

### 2 сезон (2019)
| № серії | Назва                               | Режисер          | Сценарист                                | Дата оригінального показу |
| ------- | ----------------------------------- | ---------------- | ---------------------------------------- | ------------------------- |
| 1       | «Countdown to a Prologue»           | Джонатан Вотсон  | Ден Мірк                                 | 11 січня 2019             |
| 2       | «The i of the Tiger»                | Майкл Вівер      | Кайл Гантер та Аріель Шаффір             | 11 січня 2019             |
| 3       | «A Wolf in the Torque House»        | Майкл Вівер      | Бен Карлін                               | 11 січня 2019             |
| 4       | «Guess Who's Coming to Lunch»       | Крейґ Зіск       | Джейн Бекер                              | 11 січня 2019             |
| 5       | «J1: Judgment Day»                  | Джонатан Вотсон  | Джоель Черч-Купер                        | 11 січня 2019             |
| 6       | «The Binx Ultimatum»                | Крейґ Зіск       | Нора Вінслов                             | 11 січня 2019             |
| 7       | «Homicide: Life in the Mons»        | Кевін Брей       | Елісон Кісслінґ                          | 11 січня 2019             |
| 8       | «The Last Horchata»                 | Тамра Девіс      | Ден Мірк                                 | 11 січня 2019             |
| 9       | «The Ballad of PUP-E Q. Barkington» | Кевін Брей       | Джоель Черч-Купер                        | 11 січня 2019             |
| 10      | «Exes and OS»                       | Тамра Девіс      | Джейн Бекер та Нора Вінслов              | 11 січня 2019             |
| 11      | «Dia De Los Robots»                 | Міллісент Шелтон | Бен Карлін, Кайл Гантер та Аріель Шаффір | 11 січня 2019             |
| 12      | «The Brain Job»                     | Міллісент Шелтон | Бен Карлін, Кайл Гантер та Аріель Шаффір | 11 січня 2019             |
| 13      | «Ultra-Max»                         | Венді Станцлер   | Бен Карлін, Кайл Гантер та Аріель Шаффір | 11 січня 2019             |

## Критика
На агрегаторі рецензій Rotten Tomatoes серіал має рейтинг 77 % схвалення на базі 31 рецензії, а середній рейтинг — 7.04/10. Сайт характеризує серіал так «Ностальгійний рушій „Людини майбутнього“, підсилений хімією між акторами та почуттям гумору, тупим рівно настільки, щоб осяяти науково-фантастичну історію». На сайті Metacritic серіал має рейтинг 70 зі 100, ґрунтуючись на 20 рецензіях, що означає «загалом прихильні відгуки».
Оглядач сайту mrpl.city Іван Синєпалов розташував серіал на 2 місці у переліку найкращих абсурдних серіалів. За його словами, «сюрреалізм історії близький до граничного, комічні до абсурду ситуації і діалоги перемежовуються зі справжньою драмою, а не полюбити цих персонажів просто неможливо».